# Psychotria ottonis
Psychotria ottonis är en måreväxtart som beskrevs av Paul Carpenter Standley. Psychotria ottonis ingår i släktet Psychotria och familjen måreväxter. Inga underarter finns listade i Catalogue of Life.